# Airbag

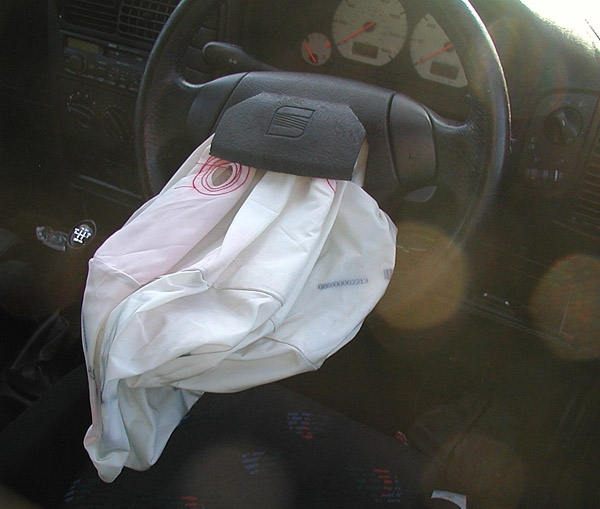
Plně vyfouknutý airbag v automobilu SEAT Ibiza krátce po nehodě

Airbag (z angličtiny: "vzduchový pytel") je zařízení pasivní bezpečnosti používané zejména v automobilech. Jedná se o vak, který se v případě nehody nafoukne před pasažérem a zbrzdí náraz jeho těla, které by se jinak mohlo zranit o volant, palubní desku, sklo či jinou část automobilu. Airbag sám pouze zpomaluje náraz, není však schopen pasažéra zadržet, proto je nutné jej používat v kombinaci s bezpečnostními pásy. Ze statistik vyplývá, že airbag podstatně snižuje riziko smrti či vážného zranění.

## Historie
Airbag vynalezl John W. Hetrick v roce 1952, následujícího roku si jej nechal patentovat; v letadlech se však podobná zařízení používala už ve 40. letech. V roce 1967 prodal americký vynálezce Allen Breed firmě Chrysler svůj senzor pro detekci nárazu, který tvoří jednu ze základních částí systému airbagu. V této době byl airbag považován za možnou alternativu bezpečnostních pásů (řidiči v USA tehdejší bederní/břišní/2bodové bezpečnostní pásy téměř neužívali).
V roce 1971 vyrobila firma Ford zkušební sérii automobilů vybavených airbagy; v roce 1972 se pak na trhu objevil první sériově vyráběný automobil vybavený airbagem – Chevrolet Impala, model 1973. V roce 1974 byly airbagy nabízeny v rozšiřující výbavě několika značek (Buick, Cadillac a Oldsmobile), ale nesetkaly se s velkým tržním úspěchem (továrna byla schopna vyrábět 100 000 kusů ročně, ale za tři roky prodala jen 10 321 vozů vybavených airbagem).
V roce 1981 vybavila airbagy firma Mercedes-Benz svůj špičkový model Mercedes-Benz W126 (spolu s dalšími vymoženostmi, např. hydropneumatickým pérováním). V jejich řešení se při nárazu detekovaném senzory předepjaly bezpečnostní pásy a následně se rozvinul airbag, který už tedy nebyl prezentován jako náhrada bezpečnostních pásů, ale jako jejich doplněk, zvyšující bezpečnost cestujících.
Ve Volvu 850 z roku 1995 byly jako volitelná výbava poprvé nabízeny boční airbagy; v BMW z roku 1998 byly ve standardní výbavě hlavové airbagy.

## Funkce airbagu

Airbag před a po aktivaci (průřez volantem).

Airbag se skládá ze tří hlavních částí – vzduchový vak, vyvíječ plynu a řídící elektronika se senzory nárazu.
Pokud dojde k nárazu, senzory (akcelerometry) ho zaznamenají a řídící elektronika aktivuje vyvíječ plynu (zpravidla na bázi rozkladu azidu sodného). Během velmi krátké doby (cca 40 ms) se do té doby složený vzduchový vak nafoukne a vytvoří tak před pasažérem ochranný prostor, který zbrzdí pasažérův náraz. Velmi krátce po aktivaci (pod 1 sekundu) se však airbag automaticky vyfoukne; pasažér tak zpravidla zaregistruje až vyfouknutý airbag. Obdobně fungují všechny druhy airbagů, liší se jen rychlostí nafukování, umístěním a dalšími detaily.
Původně byl airbag umisťován jen před řidičem, případně i před spolujezdcem. Kromě těchto (tzv. čelních) airbagů, které chrání při čelních nárazech, se postupně airbagy začaly montovat i na další místa, kde chrání jiné části těla či při jiném druhu nárazu. Dnes se tak používají také boční (na boční straně vozu), hlavové (na horní straně oken, chrání hlavy pasažérů v případě bočního nárazu), kolenní (u kolen řidiče), případně i další. Nová generace airbagů je schopna přizpůsobit nafukování podle intenzity nárazu (tzv. adaptabilní airbagy).
Dnešní airbagy jsou navrženy pro činnost výhradně v kombinaci s bezpečnostním pásem, nepřipoutaného člověka může aktivovaný airbag těžce zranit nebo i usmrtit; na místě se zapnutým airbagem se také nesmí přepravovat dítě v autosedačce pro nejmenší děti (tzv. kolíbka). Airbag ovšem lze v takovém případě u většiny automobilů deaktivovat.

## Další využití airbagu

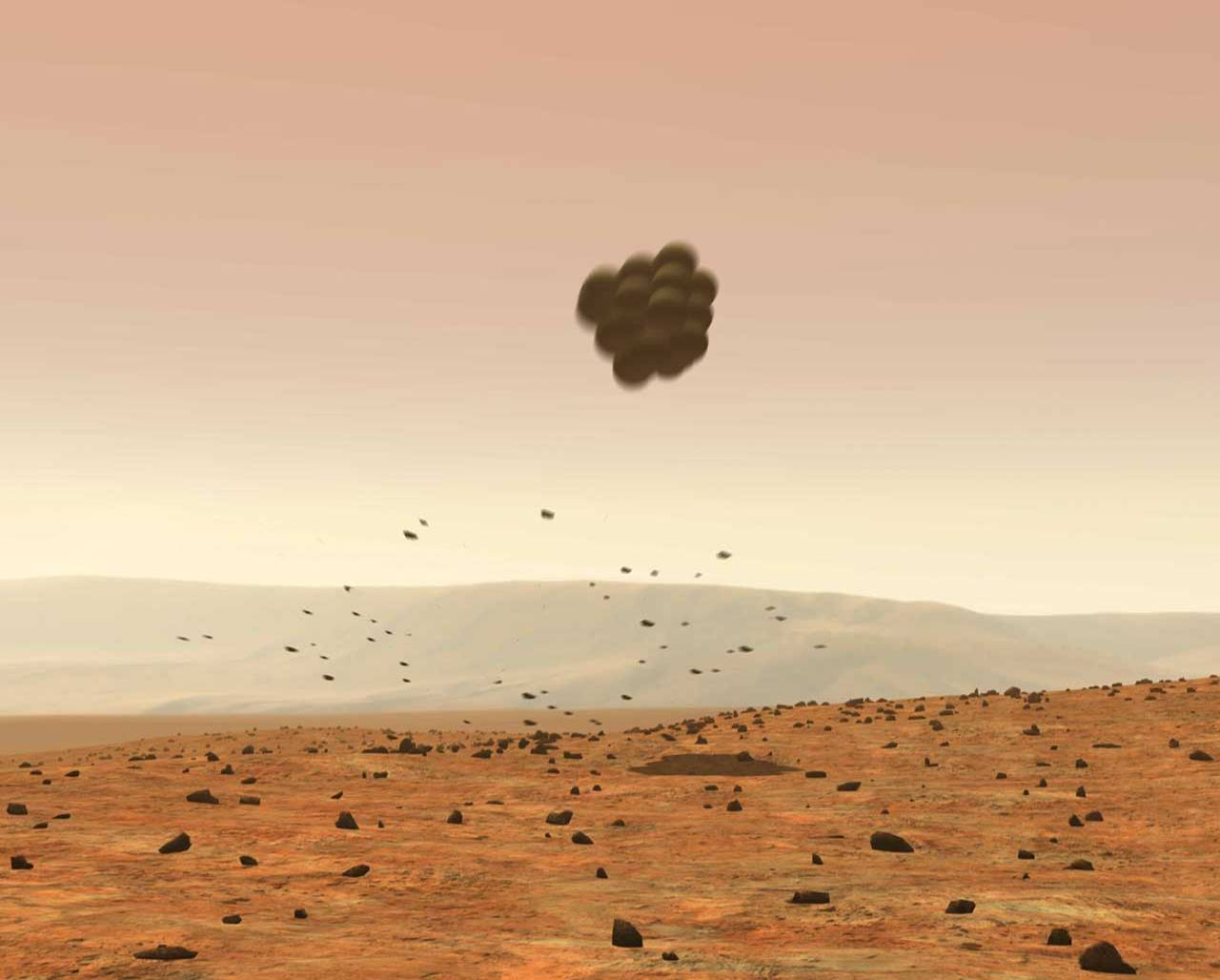
Systém airbagů, který v roce 2003 zajistil vysazení vozítek Spirit a Opportunity na planetě Mars.

Systémy na principu airbagu nalezly své uplatnění i mimo automobilový průmysl. Poměrně časté je jejich použití pro zmírnění dopadu měkce přistávajících kosmických sond.
Airbag využívaly Sondy Luna 9 a Luna 13, které v roce 1966 přistály na povrchu Měsíce a pořídily první panoramatické snímky měsíční krajiny.
Americká sonda Mars Pathfinder z roku 1997 úspěšně otestovala brzdný systém využívající řetězce aerobrakingu, padáku, brzdné rakety a airbagu a dopravila na Mars první pohyblivý robot Sojourner. Tento úspěch byl v roce 2003 zopakován i u dvou sond Mars Exploration Rover. Evropský modul Beagle 2, rovněž brzdící svůj dopad airbagem, však již tak úspěšný nebyl a z povrchu Marsu se, z ne zcela jasných příčin, nikdy neozval.